# Erin Pizzey
Erin Patria Margaret Pizzey (født 19. februar 1939) er en engelsk familieomsorgsaktivist og romanforfatter. Hun er kendt for at have startet det første shelter for hjemmevold i den moderne verden, Chiswick Women's Aid, i 1971, organisationen hedder i dag Refurge. Haven House nævnes ofte som den første kvinde-shelter (kaldet Women's shelter i Canada og USA), men på tidspunktet for deres oprettelse arbejdede de kun for at hjælpe psykisk syge fra et liv på hospitalet til livet i verden udenfor. Til gengæld blev det shelter som Erin Pizzey grundlagde fokuseret på at fjerne ofre for hjemmevold fra deres misbrugere i et forsøg på at bryde cyklussen.
Pizzey har været udsat for dødstrusler og boykots på grund af sin undersøgelse af påstanden om, at det meste vold i hjemmet er gensidigt, og at kvinder er lige så voldelige som mænd. Pizzey har sagt, at truslerne var fra militante feminister. Hun har også sagt, at hun er bandlyst fra det shelter hun grundlagde.